# Angola a 2000. évi nyári olimpiai játékokon
Angola az ausztráliai Sydneyben megrendezett 2000. évi nyári olimpiai játékok egyik részt vevő nemzete volt. Az országot az olimpián 5 sportágban 30 sportoló képviselte, akik érmet nem szereztek.

## Atlétika
Férfi
| Versenyző     | Versenyszám | Döntő   | Döntő    |
| Versenyző     | Versenyszám | Idő     | Helyezés |
| ------------- | ----------- | ------- | -------- |
| João N'Tyamba | Maraton     | 2:16:43 | 17.      |

Női
| Versenyző        | Versenyszám | Előfutam | Előfutam | Előfutam | Elődöntő | Elődöntő | Elődöntő | Döntő   | Döntő    |
| Versenyző        | Versenyszám | Idő      | Hely.    | Össz.    | Idő      | Hely.    | Össz.    | Idő     | Helyezés |
| ---------------- | ----------- | -------- | -------- | -------- | -------- | -------- | -------- | ------- | -------- |
| Delfina Cassinda | 800 m       | 2:15,02  | 7.       | 35.      | kiesett  | kiesett  | kiesett  | kiesett | kiesett  |

## Kézilabda

### Női
| Angolai női kézilabdacsapat-játékoskeret                                                                                | Angolai női kézilabdacsapat-játékoskeret                                                             |
| --- | --- |
| - Ilda Bengue - Regina Camumbila - Domingas Cordeiro - Maura Faial - Maria Inês Jololo - Marcelina Kiala - Ivone Mufuca | - Anica Neto - Justina Praça - Odete Tavares - Filomena Trindade - Lili Webba-Torres - Teresa Ulundo |

#### Eredmények
Csoportkör
A csoport
| Csapat              | M | Gy | D | V | G+  | G–  | Gk  | P |
| ------------------- | - | -- | - | - | --- | --- | --- | - |
| Dél-Korea (KOR)     | 4 | 4  | 0 | 0 | 131 | 100 | +31 | 8 |
| Magyarország (HUN)  | 4 | 2  | 1 | 1 | 119 | 106 | +13 | 5 |
| Franciaország (FRA) | 4 | 2  | 0 | 2 | 90  | 93  | –3  | 4 |
| Románia (ROU)       | 4 | 1  | 1 | 2 | 99  | 101 | –2  | 3 |
| Angola (ANG)        | 4 | 0  | 0 | 4 | 98  | 137 | –39 | 0 |

| 2000. szeptember 17. 14:30 | Magyarország (HUN) | 42–22   | Angola (ANG) | Játékvezetők: Marek Tomaszewski, Neil Adams (AUS) |
| 2000. szeptember 17. 14:30 | Radulovics 11      | (18–13) | Bengue 8     | Játékvezetők: Marek Tomaszewski, Neil Adams (AUS) |
| 2000. szeptember 17. 14:30 | 2× 2×              |         | 8× 3×        | Játékvezetők: Marek Tomaszewski, Neil Adams (AUS) |

| 2000. szeptember 21. 16:30 | Angola (ANG) | 25–35   | Románia (ROU) | Játékvezetők: Thomas Bojsen, Tugomir Anusic (USA) |
| 2000. szeptember 21. 16:30 | Bengue 11    | (11–16) | Dobrin 10     | Játékvezetők: Thomas Bojsen, Tugomir Anusic (USA) |
| 2000. szeptember 21. 16:30 | 6× 2×        |         | 10× 3× 1×     | Játékvezetők: Thomas Bojsen, Tugomir Anusic (USA) |

| 2000. szeptember 23. 14:30 | Angola (ANG) | 27–29   | Franciaország (FRA) | Játékvezetők: Branka Maric, Zorica Gardinovacki (YUG) |
| 2000. szeptember 23. 14:30 | Bengue 7     | (11–16) | Pecqueux-Rolland 7  | Játékvezetők: Branka Maric, Zorica Gardinovacki (YUG) |
| 2000. szeptember 23. 14:30 | 6× 3×        |         | 4× 3× 1×            | Játékvezetők: Branka Maric, Zorica Gardinovacki (YUG) |

| 2000. szeptember 25. 16:30 | Dél-Korea (KOR) | 31–24   | Angola (ANG) | Játékvezetők: Marek Tomaszewski, Neil Adams (AUS) |
| 2000. szeptember 25. 16:30 | Kim Hjonok 6    | (14–16) | Bengue 10    | Játékvezetők: Marek Tomaszewski, Neil Adams (AUS) |
| 2000. szeptember 25. 16:30 | 2× 3×           |         | 1× 2×        | Játékvezetők: Marek Tomaszewski, Neil Adams (AUS) |

A 9. helyért
| 2000. szeptember 28. 12:30 | Angola (ANG) | 26–18  | Ausztrália (AUS) | Játékvezetők: Yasser Salim Aly Aly, Hassan Hassan Aly Hassan (EGY) |
| 2000. szeptember 28. 12:30 | Mufuca 9     | (12–6) | Edland 6         | Játékvezetők: Yasser Salim Aly Aly, Hassan Hassan Aly Hassan (EGY) |
| 2000. szeptember 28. 12:30 | 4× 3×        |        | 3× 3× 1×         | Játékvezetők: Yasser Salim Aly Aly, Hassan Hassan Aly Hassan (EGY) |

| Csapat       | Helyezés |
| ------------ | -------- |
| Angola (ANG) | 9.       |

## Kosárlabda

### Férfi
| Angolai férfi kosárlabdacsapat-játékoskeret                                                                    | Angolai férfi kosárlabdacsapat-játékoskeret                                                                |
| --- | --- |
| - Carlos Almeida - Belarmino Chipongue - Herlander Coimbra - Victor de Carvalho - David Dias - Garcia Domingos | - Buila Katiavala - Miguel Lutonda - Aníbal Moreira - Victor Muzadi - Ângelo Victoriano - Edmar Victoriano |

#### Eredmények
Csoportkör
B csoport
| Csapat              | M | Gy | V | P+  | P–  | Pk   | P |
| ------------------- | - | -- | - | --- | --- | ---- | - |
| Kanada (CAN)        | 5 | 4  | 1 | 433 | 373 | +60  | 9 |
| Jugoszlávia (YUG)   | 5 | 4  | 1 | 372 | 338 | +34  | 9 |
| Ausztrália (AUS)    | 5 | 3  | 2 | 408 | 407 | +1   | 8 |
| Oroszország (RUS)   | 5 | 3  | 2 | 367 | 328 | +39  | 8 |
| Spanyolország (ESP) | 5 | 1  | 4 | 349 | 376 | –27  | 6 |
| Angola (ANG)        | 5 | 0  | 5 | 303 | 410 | –107 | 5 |

| 2000. szeptember 17. 19:30 | Spanyolország (ESP) | 64–45     | Angola (ANG)          | Nézőszám: 8353 |
| 2000. szeptember 17. 19:30 | (30–22) Jegyzőkönyv |           |                       | Nézőszám: 8353 |
| 2000. szeptember 17. 19:30 | Dueñas 13           | Pont      | Muzadi 13             | Nézőszám: 8353 |
| 2000. szeptember 17. 19:30 | Reyes 15            | Lepattanó | E. Victoriano, Dias 7 | Nézőszám: 8353 |
| 2000. szeptember 17. 19:30 | Rodríguez, Reyes 3  | Gólpassz  | Lutonda 2             | Nézőszám: 8353 |

| 2000. szeptember 19. 9:30 | Angola (ANG)        | 54–99     | Kanada (CAN)   | Nézőszám: 8357 |
| 2000. szeptember 19. 9:30 | (29–50) Jegyzőkönyv |           |                | Nézőszám: 8357 |
| 2000. szeptember 19. 9:30 | de Carvalho 10      | Pont      | Barrett 21     | Nézőszám: 8357 |
| 2000. szeptember 19. 9:30 | Â. Victoriano 7     | Lepattanó | Swords 7       | Nézőszám: 8357 |
| 2000. szeptember 19. 9:30 | Lutonda 3           | Gólpassz  | Nash, Swords 5 | Nézőszám: 8357 |

| 2000. szeptember 21. 19:30 | Jugoszlávia (SCG)   | 73–64     | Angola (ANG) | Nézőszám: 8391 |
| 2000. szeptember 21. 19:30 | (39–32) Jegyzőkönyv |           |              | Nézőszám: 8391 |
| 2000. szeptember 21. 19:30 | Tomašević 17        | Pont      | Chipongue 15 | Nézőszám: 8391 |
| 2000. szeptember 21. 19:30 | Tomašević 11        | Lepattanó | Lutonda 6    | Nézőszám: 8391 |
| 2000. szeptember 21. 19:30 | Lukovski 4          | Gólpassz  | Lutonda 6    | Nézőszám: 8391 |

| 2000. szeptember 23. 16:30 | Angola (ANG)        | 75–86     | Ausztrália (AUS) | Nézőszám: 8446 |
| 2000. szeptember 23. 16:30 | (43–41) Jegyzőkönyv |           |                  | Nézőszám: 8446 |
| 2000. szeptember 23. 16:30 | Dias 18             | Pont      | Gaze 18          | Nézőszám: 8446 |
| 2000. szeptember 23. 16:30 | Lutonda 7           | Lepattanó | Bradtke 7        | Nézőszám: 8446 |
| 2000. szeptember 23. 16:30 | három játékos 3     | Gólpassz  | MacKinnon 6      | Nézőszám: 8446 |

| 2000. szeptember 25. 9:30 | Angola (ANG)        | 65–88     | Oroszország (RUS)         | Nézőszám: 8435 |
| 2000. szeptember 25. 9:30 | (35–45) Jegyzőkönyv |           |                           | Nézőszám: 8435 |
| 2000. szeptember 25. 9:30 | Dias 14             | Pont      | Morgunov 17               | Nézőszám: 8435 |
| 2000. szeptember 25. 9:30 | Dias 6              | Lepattanó | Kirilenko 9               | Nézőszám: 8435 |
| 2000. szeptember 25. 9:30 | Victoriano 3        | Gólpassz  | Bazarevics, J. Pasutyin 5 | Nézőszám: 8435 |

A 11. helyért
| 2000. szeptember 26. 14:30 | Új-Zéland (NZL)     | 70–60     | Angola (ANG) | Nézőszám: 8395 |
| 2000. szeptember 26. 14:30 | (37–26) Jegyzőkönyv |           |              | Nézőszám: 8395 |
| 2000. szeptember 26. 14:30 | Penney 17           | Pont      | Almeida 19   | Nézőszám: 8395 |
| 2000. szeptember 26. 14:30 | Marks 11            | Lepattanó | Dias 5       | Nézőszám: 8395 |
| 2000. szeptember 26. 14:30 | Jones 3             | Gólpassz  | Lutonda 3    | Nézőszám: 8395 |

| Csapat       | Helyezés |
| ------------ | -------- |
| Angola (ANG) | 12.      |

## Sportlövészet
Férfi
| Versenyző           | Versenyszám | Selejtező | Selejtező | Döntő   | Döntő    |
| Versenyző           | Versenyszám | Pont      | Helyezés  | Pont    | Helyezés |
| ------------------- | ----------- | --------- | --------- | ------- | -------- |
| João Paulo de Silva | Trap        | 99        | 41.       | kiesett | kiesett  |

## Úszás
Férfi
| Versenyző   | Versenyszám | Előfutam | Előfutam | Előfutam | Elődöntő | Elődöntő | Elődöntő | Döntő   | Döntő    |
| Versenyző   | Versenyszám | Idő      | Hely.    | Össz.    | Idő      | Hely.    | Össz.    | Idő     | Helyezés |
| ----------- | ----------- | -------- | -------- | -------- | -------- | -------- | -------- | ------- | -------- |
| João Aguiar | 50 m gyors  | 25,70    | 8.       | 63.      | kiesett  | kiesett  | kiesett  | kiesett | kiesett  |

Női
| Versenyző  | Versenyszám | Előfutam | Előfutam | Előfutam | Elődöntő | Elődöntő | Elődöntő | Döntő   | Döntő    |
| Versenyző  | Versenyszám | Idő      | Hely.    | Össz.    | Idő      | Hely.    | Össz.    | Idő     | Helyezés |
| ---------- | ----------- | -------- | -------- | -------- | -------- | -------- | -------- | ------- | -------- |
| Nádia Cruz | 100 m mell  | 1:19,57  | 7.       | 38.      | kiesett  | kiesett  | kiesett  | kiesett | kiesett  |